# Susana Córdoba
Susana Córdoba Muñoz (Córdoba, España, 3 de julio de 1974) es una actriz española conocida en la televisión principalmente por su papel como Marina en la serie de televisión El Príncipe y como Blanca en el siglo XVI y Elena en el siglo XXI en la serie El ministerio del tiempo. También ha participado en series tales como Amar es para siempre (interpretando a Rosa Álvarez), en Allí abajo y en Apaches, todas ellas del canal Antena 3. También participó en la serie Servir y proteger de La 1.

## Biografía
Susana se da a conocer gracias a su fichaje por la serie Arrayán. En el año 2012 aparece de manera episódica en un capítulo de la serie Hospital Central. 
En el año 2013 ficha por la nueva serie de Telecinco llamada El Príncipe en la que interpreta a Marina, compartiendo reparto con José Coronado, Hiba Abouk, Álex González, entre otros. En el año 2015 y tras estar en 17 capítulos abandona la serie.
Ese mismo año ficha por la serie El Ministerio del Tiempo de La 1 interpretando a Blanca, la esposa de Alonso (Nacho Fresneda) en el año 1569, durante algunos capítulos de la primera temporada. En el año 2016 los guionistas de la serie le dan un giro a su personaje y vuelven a contar con ella pero en esta ocasión interpretando a Elena Castillo, manifestante que conoce a Alonso en el año 2016. Susana ha interpretado en esta serie a dos personajes distintos pero enamorados de la misma persona.
En ese mismo año aparece en un capítulo de la serie Allí abajo de Antena 3. Meses más tarde se incorpora al serial diario Amar es para siempre de Antena 3 interpretando a Rosa Álvarez, antigua amante de Tomás Contreras (Armando del Río). Tiene pendiente el estreno de la serie 
Apaches de Antena 3 junto a Elena Ballesteros, Verónica Echegui, Eloy Azorín, entre otros.
Además, en el año 2017 ficha por Televisión Española para interpretar a Miriam Márquez en la serie Traición donde compartió protagonismo junto a actores como Ana Belén, Pedro Alonso, Carlos Bardem, Nathalie Poza, Manuela Velasco o Antonio Velázquez entre otros.
En 2018 ficha por Televisión Española para interpretar a Sofía Collantes en la exitosa serie Servir y proteger, donde rodó junto con actores como Nicolás Coronado, Juanjo Artero o Andrea del Río.
Es prima del actor Ángel Padilla.

## Filmografía
Series de televisión
| Año                      | Título                   | Personaje               | Cadena         | Notas        |
| ------------------------ | ------------------------ | ----------------------- | -------------- | ------------ |
| 2001 - 2002; 2009 - 2011 | Arrayán                  | Sofía                   | Canal Sur      |              |
| 2012                     | Hospital Central         | Madre de Sergio         | Telecinco      | 1 episodio   |
| 2014 - 2015              | El príncipe              | Marina                  | Telecinco      | 17 episodios |
| 2015                     | Allí abajo               | Gregoria Barrientos     | Antena 3       | 1 episodio   |
| 2015 - 2017; 2020        | El ministerio del tiempo | Blanca / Elena Castillo | La 1           | 18 episodios |
| 2016                     | Amar es para siempre     | Rosa Álvarez            | Antena 3       | 80 episodios |
| 2017 - 2018              | Traición                 | Miriam Márquez Ortega   | La 1           | 8 episodios  |
| 2018                     | Apaches                  | Carme                   | Antena 3       | 4 episodios  |
| 2018                     | Servir y proteger        | Sofía Collantes         | La 1           | 73 episodios |
| 2019                     | Malaka                   | Salomé                  | La 1           | 8 episodios  |
| 2023                     | El hijo zurdo            | Juana                   | Movistar Plus+ | 6 episodios  |